# Kikki Danielsson
Kikki Danielsson (Ann-Kristin Danielsson, født 10. maj 1952 i Osby i Sverige) er en svensk country-, danseband- og popsanger. Hun vandt den svenske Melodifestivalen i 1985 med sangen Bra vibrationer. I Eurovision Song Contest i 1985 blev hun nr. 3.
2001-2004 var hun med i supertrioen Kikki, Bettan & Lotta sammen med Elisabeth Andreassen og Lotta Engberg.

## Diskografi

### Album
- Rock'n Yodel (1979)
- Just Like a Woman (1981)
- Kikki (1982)
- Varför är kärleken röd? (1983)
- Singles Bar (1983)
- Midnight Sunshine (1984)
- Kikkis 15 bästa låtar (1984)
- Bra vibrationer (1985)
- Papaya Coconut (1986)
- Min barndoms jular (1987) (julealbum)
- Canzone d'Amore (1989)
- På begäran (1990)
- Vägen hem till dej (1991)
- In Country (1992)
- Jag ska aldrig lämna dig (1993)
- På begäran 2 (1994)
- Långt bortom bergen (1997)
- I mitt hjärta (1999)
- 100% Kikki (2001)
- Fri - En samling (2001)
- Nu är det advent (2001) (julealbum)
- I dag & i morgon (2006)
- Kikkis bästa (2008)
- Första dagen på resten av mitt liv (2011)
- Postcard from a Painted Lady (2015)
- Christmas Card from a Painted Lady (2016)
- Portrait of a Painted Lady (2017)